# Stadion Dan Păltinişanu
Stadion Dan Păltinişanu višenamjenski je stadion u Temišvaru, u Rumunjskoj. 
Kapaciteta je 32.972 gledatelja.
Najčešće se koristi za nogometne utakmice, jer na njemu svoje domaće utakmice odigrava ACS Poli, mjesni nogometni klub. Do 2012. na njemu je utakmice igrao FC Temišvar, koji je te godine raspušten.
Stadion je nazvan po Danu Păltinişanu, nogometašu koji je za nekadašnji Temišvar odigrao 271 utakmicu u 10 godina, koliko je bio u klubu, i pritom postigao važne pogotke.

## Povijest
Izgradnja stadiona počela je 25. srpnja 1960. Otvoren je 1. svibnja 1964.
Rumunjska nogometna reprezentacija prvu je utakmicu na ovom stadionu odigrala u ožujku 1983. protiv Jugoslavije.
Novi rasvjetni sustav svečano je predstavljen 2004., na utakmici Temišvara protiv Petrolula.
Izvorno je kapacitet stadiona bio oko 40.000 gledatelja, ali kada su 2005. postavljene plastične sjedalice, kapacitet je smanjen na današnji broj.
Dvije najvažnije obnove stadiona bile su 2002. i 2008. godine, nakon kojih stadion zadovoljava UEFA-ine uvjete za odigravanje međunarodnih utakmica. Također, stadion je i jedan od najsuvremenijih u Rumunjskoj.
1. listopada 2009. na ovom je stadionu gostovao zagrebački GNK Dinamo. Igrala se utakmica protiv Temišvara, i to u 2. kolu Europske nogometne lige. Dinamo je pobijedio rezultatom 3:0.